# Norwegischer Fußballpokal

Logo des norwegischen Fußballverbandes Norges Fotballforbund (NFF)

Der norwegische Fußballpokal (norwegisch Norgesmesterskap i fotball for herrer; kurz: NM-Cup) ist der nationale Pokalwettbewerb für Vereinsmannschaften der Männer im norwegischen Fußball. Erstmals im Jahr 1902 ausgetragen, ist er damit der älteste Fußball-Wettbewerb des Landes. Er ist auch umgangssprachlich unter dem Namen Cupen bekannt. Der Ausrichter ist der norwegische Fußballverband Norges Fotballforbund (NFF).
Zwischen 1941 und 1944 fiel der Pokal wegen der deutschen Besatzung aus. Seit 1948 findet das Finale ausschließlich im Ullevaal-Stadion in Oslo statt. Erst seit 1963 dürfen Mannschaften aus Nord-Norwegen teilnehmen. Hindernis waren die langen Anreisewege und die herrschende Ansicht, die Mannschaften aus dem Norden hätten nicht über das nötige spielerische Niveau verfügt.
Im Unterschied zu vielen europäischen Ländern trägt der Pokalsieger in Norwegen den Titel „norwegischer Meister“ (Norgesmester), während der Sieger der höchsten Liga als „Liga-Meister“ (Seriemester) bezeichnet wird.
Die Rekordsieger mit je zwölf Titeln sind der Odds BK, Rosenborg Trondheim und der aktuelle Titelträger (2024) Fredrikstad FK.

## Die Endspiele im Überblick
| Saison | Austragungsort                                                            | Sieger                | Ergebnis                                | Finalist            | Zuschauer            |
| ------ | ------------------------------------------------------------------------- | --------------------- | --------------------------------------- | ------------------- | -------------------- |
| 01902  | Gamle-Frogner-Stadion, Kristiania                                         | SK Grane Nordstrand   | 2:0                                     | Odds BK             | n. b.                |
| 01903  | Gamle-Frogner-Stadion, Kristiania                                         | Odds BK               | 1:0                                     | SK Grane Nordstrand | n. b.                |
| 01904  | Skien Sportsplassen, Skien                                                | Odds BK               | 4:0                                     | Porsgrunds FC       | 800                  |
| 01905  | Gamle-Frogner-Stadion, Kristiania                                         | Odds BK               | 2:1                                     | Akademisk FK        | 3.000                |
| 01906  | Gamle-Frogner-Stadion, Kristiania                                         | Odds BK               | 1:0                                     | Sarpsborg FK        | n. b.                |
| 01907  | Nedre-Frednes-Stadion, Porsgrunn                                          | SFK Mercantile Oslo   | 3:0                                     | Sarpsborg FK        | 4.000                |
| 01908  | Gamle-Frogner-Stadion, Kristiania                                         | SFK Lyn Oslo          | 3:2                                     | Odds BK             | n. b.                |
| 01909  | Gamle-Frogner-Stadion, Kristiania                                         | SFK Lyn Oslo          | 4:3 n. V.                               | Odds BK             | 4.000                |
| 01910  | Gamle-Frogner-Stadion, Kristiania                                         | SFK Lyn Oslo          | 4:2                                     | Odds BK             | 5.000                |
| 01911  | Gamle-Frogner-Stadion, Kristiania                                         | SFK Lyn Oslo          | 5:2                                     | Urædd FK            | 5.000                |
| 01912  | Gamle-Frogner-Stadion, Kristiania                                         | SFK Mercantile Oslo   | 6:0                                     | Fram IF Larvik      | 2.000                |
| 01913  | Urædd-Stadion, Porsgrunn                                                  | Odds BK               | 2:1                                     | SFK Mercantile Oslo | 10.000               |
| 01914  | Gamle-Frogner-Stadion, Kristiania                                         | Frigg Oslo FK         | 4:2                                     | FK Gjøvik Lyn       | 10.000               |
| 01915  | Sarpsborg-Stadion, Sarpsborg                                              | Odds BK               | 2:1                                     | Kvik Halden FK      | 6.000                |
| 01916  | Skøitebanen, Trondheim                                                    | Frigg Oslo FK         | 2:0                                     | FK Ørn-Horten       | 4.000                |
| 01917  | Stavanger Stadion, Stavanger                                              | Sarpsborg FK          | 4:1                                     | Brann Bergen        | 10.000               |
| 01918  | Marienlyst-Stadion, Drammen                                               | Kvik Halden FK        | 4:0                                     | Brann Bergen        | 12.000               |
| 01919  | Fram Sportsplass, Larvik                                                  | Odds BK               | 1:0                                     | Frigg Oslo FK       | 10.000               |
| 01920  | Vestre Holmen, Kristiania                                                 | FK Ørn-Horten         | 1:0                                     | Frigg Oslo FK       | 14.000               |
| 01921  | Vestre Holmen, Kristiania                                                 | Frigg Oslo FK         | 2:0                                     | Odds BK             | 20.000               |
| 01922  | Brann-Stadion, Bergen                                                     | Odds BK               | 5:1                                     | Kvik Halden FK      | 8.000                |
| 01923  | Odds Gressbane, Skien                                                     | Brann Bergen          | 2:1                                     | SFK Lyn Oslo        | 8.000                |
| 01924  | Sorgenfri Gressbane, Trondheim                                            | Odds BK               | 3:0                                     | Mjøndalen IF        | 7.000                |
| 01925  | Fredrikstad-Stadion, Fredrikstad                                          | Brann Bergen          | 3:0                                     | Sarpsborg FK        | 10.000               |
| 01926  | Ullevaal-Stadion, Oslo                                                    | Odds BK               | 3:0                                     | FK Ørn-Horten       | 16.000               |
| 01927  | Sandefjord-Stadion, Sandefjord                                            | FK Ørn-Horten         | 4:0                                     | SBK Drafn           | 3.000                |
| 01928  | Halden-Stadion, Halden                                                    | FK Ørn-Horten         | 2:1                                     | SFK Lyn Oslo        | 6.717                |
| 01929  | Stavanger Stadion, Stavanger                                              | Sarpsborg FK          | 2:1 n. V.                               | FK Ørn-Horten       | 13.000               |
| 01930  | Brann-Stadion, Bergen                                                     | FK Ørn-Horten         | 4:2                                     | Drammens BK         | 6.000                |
| 01931  | Lovisenlund Idrettsplass, Larvik                                          | Odds BK               | 3:1                                     | Mjøndalen IF        | 13.000               |
| 01932  | Marienlyst-Stadion, Drammen                                               | Fredrikstad FK        | 6:1                                     | FK Ørn-Horten       | 17.000               |
| 01933  | Ullevaal-Stadion, Oslo                                                    | Mjøndalen IF          | 3:1                                     | Viking Stavanger    | 23.000               |
| 01934  | Sorgenfri Gressbane, Trondheim                                            | Mjøndalen IF          | 2:1 n. V.                               | Sarpsborg FK        | 8.000                |
| 01935  | Sarpsborg-Stadion, Sarpsborg                                              | Fredrikstad FK        | 4:0                                     | Sarpsborg FK        | 15.200               |
| 01936  | Ullevaal-Stadion, Oslo                                                    | Fredrikstad FK        | 2:0                                     | Mjøndalen IF        | 20.000               |
| 01937  | Urædd-Stadion, Porsgrunn                                                  | Mjøndalen IF          | 4:2                                     | Odds BK             | 17.000               |
| 01938  | Briskeby Gressbane, Hamar                                                 | Fredrikstad FK *      | 3:2 n. V.                               | Mjøndalen IF        | 14.500               |
| 01939  | Tønsberg Gressbane, Tønsberg                                              | Sarpsborg FK          | 2:1                                     | Skeid Oslo          | 8.000                |
| 01940  | Ullevaal-Stadion, Oslo                                                    | Fredrikstad FK        | 3:0                                     | Skeid Oslo          | 30.000               |
| 01945  | Ullevaal-Stadion, Oslo Sarpsborg-Stadion, Sarpsborg Bislett-Stadion, Oslo | SFK Lyn Oslo          | 1:1 n. V. 1:1 n. V. (1. WS) 4:0 (2. WS) | Fredrikstad FK      | 34.162 18.000 31.412 |
| 01946  | Ullevaal-Stadion, Oslo                                                    | SFK Lyn Oslo          | 3:2 n. V.                               | Fredrikstad FK      | 35.000               |
| 01947  | Brann-Stadion, Bergen                                                     | Skeid Oslo            | 2:0                                     | Viking Stavanger    | 25.000               |
| 01948  | Ullevaal-Stadion, Oslo                                                    | Sarpsborg FK          | 1:0                                     | Fredrikstad FK      | 35.000               |
| 01949  | Ullevaal-Stadion, Oslo                                                    | Sarpsborg FK          | 3:1                                     | Skeid Oslo          | 36.000               |
| 01950  | Ullevaal-Stadion, Oslo                                                    | Fredrikstad FK        | 3:0                                     | Brann Bergen        | 35.367               |
| 01951  | Ullevaal-Stadion, Oslo                                                    | Sarpsborg FK          | 3:2 n. V.                               | Asker SK            | 30.639               |
| 01952  | Ullevaal-Stadion, Oslo                                                    | FK Sparta Sarpsborg   | 3:2                                     | Solberg SK          | 30.639               |
| 01953  | Ullevaal-Stadion, Oslo                                                    | Viking Stavanger      | 2:1                                     | Lillestrøm SK       | 31.102               |
| 01954  | Ullevaal-Stadion, Oslo                                                    | Skeid Oslo            | 3:0                                     | Fredrikstad FK      | 34.794               |
| 01955  | Ullevaal-Stadion, Oslo                                                    | Skeid Oslo            | 5:0                                     | Lillestrøm SK       | 33.825               |
| 01956  | Ullevaal-Stadion, Oslo                                                    | Skeid Oslo            | 2:1                                     | Larvik Turn         | 33.444               |
| 01957  | Ullevaal-Stadion, Oslo                                                    | Fredrikstad FK *      | 4:0                                     | Sandefjord BK       | 33.073               |
| 01958  | Ullevaal-Stadion, Oslo                                                    | Skeid Oslo            | 1:0                                     | Lillestrøm SK       | 32.579               |
| 01959  | Ullevaal-Stadion, Oslo                                                    | Viking Stavanger      | 3:1 n. V.                               | Sandefjord BK       | 28.195               |
| 01960  | Ullevaal-Stadion, Oslo                                                    | Rosenborg Trondheim   | 3:3 n. V. 3:2 n. V. (WS)                | Odds BK             | 31.135 29.743        |
| 01961  | Ullevaal-Stadion, Oslo                                                    | Fredrikstad FK *      | 7:0                                     | SK Haugar           | 30.273               |
| 01962  | Ullevaal-Stadion, Oslo                                                    | FK Gjøvik Lyn         | 2:0                                     | SK Vard Haugesund   | 31.157               |
| 01963  | Ullevaal-Stadion, Oslo                                                    | Skeid Oslo            | 2:1 n. V.                               | Fredrikstad FK      | 31.444               |
| 01964  | Ullevaal-Stadion, Oslo                                                    | Rosenborg Trondheim   | 2:1                                     | Sarpsborg FK        | 24.665               |
| 01965  | Ullevaal-Stadion, Oslo                                                    | Skeid Oslo            | 2:2 n. V. 1:1 n. V. (1. WS) 2:1 (2. WS) | Frigg Oslo FK       | 18.821 8.826 8.990   |
| 01966  | Ullevaal-Stadion, Oslo                                                    | Fredrikstad FK        | 3:2                                     | SFK Lyn Oslo        | 30.335               |
| 01967  | Ullevaal-Stadion, Oslo                                                    | SFK Lyn Oslo          | 4:1                                     | Rosenborg Trondheim | 27.389               |
| 01968  | Ullevaal-Stadion, Oslo                                                    | SFK Lyn Oslo *        | 3:0                                     | Mjøndalen IF        | 21.101               |
| 01969  | Ullevaal-Stadion, Oslo                                                    | Strømsgodset IF       | 2:2 n. V. 5:3 (WS)                      | Fredrikstad FK      | 27.529 24.022        |
| 01970  | Ullevaal-Stadion, Oslo                                                    | Strømsgodset IF *     | 4:2                                     | SFK Lyn Oslo        | 25.744               |
| 01971  | Ullevaal-Stadion, Oslo                                                    | Rosenborg Trondheim * | 4:1                                     | Fredrikstad FK      | 25.180               |
| 01972  | Ullevaal-Stadion, Oslo                                                    | Brann Bergen          | 1:0                                     | Rosenborg Trondheim | 17.700               |
| 01973  | Ullevaal-Stadion, Oslo                                                    | Strømsgodset IF       | 1:0                                     | Rosenborg Trondheim | 23.209               |
| 01974  | Ullevaal-Stadion, Oslo                                                    | Skeid Oslo            | 3:1                                     | Viking Stavanger    | 14.276               |
| 01975  | Ullevaal-Stadion, Oslo                                                    | SFK Bodø-Glimt        | 2:0                                     | SK Vard Haugesund   | 24.778               |
| 01976  | Ullevaal-Stadion, Oslo                                                    | Brann Bergen          | 2:1                                     | Sogndal Fotball     | 22.834               |
| 01977  | Ullevaal-Stadion, Oslo                                                    | Lillestrøm SK *       | 1:0                                     | SFK Bodø-Glimt      | 22.648               |
| 01978  | Ullevaal-Stadion, Oslo                                                    | Lillestrøm SK         | 2:1                                     | Brann Bergen        | 23.534               |
| 01979  | Ullevaal-Stadion, Oslo                                                    | Viking Stavanger *    | 2:1                                     | SK Haugar           | 25.000               |
| 01980  | Ullevaal-Stadion, Oslo                                                    | Vålerenga Oslo        | 4:1                                     | Lillestrøm SK       | 23.000               |
| 01981  | Ullevaal-Stadion, Oslo                                                    | Lillestrøm SK         | 3:1                                     | Moss FK             | 22.895               |
| 01982  | Ullevaal-Stadion, Oslo                                                    | Brann Bergen          | 3:2                                     | Molde FK            | 24.000               |
| 01983  | Ullevaal-Stadion, Oslo                                                    | Moss FK               | 2:0                                     | Vålerenga Oslo      | 23.000               |
| 01984  | Ullevaal-Stadion, Oslo                                                    | Fredrikstad FK        | 3:3 n. V. 3:2 (WS)                      | Viking Stavanger    | 23.668 15.993        |
| 01985  | Ullevaal-Stadion, Oslo                                                    | Lillestrøm SK         | 4:1                                     | Vålerenga Oslo      | 18.500               |
| 01986  | Ullevaal-Stadion, Oslo                                                    | Tromsø IL             | 4:1                                     | Lillestrøm SK       | 22.000               |
| 01987  | Ullevaal-Stadion, Oslo                                                    | Bryne IL              | 1:0 n. V.                               | Brann Bergen        | 23.080               |
| 01988  | Ullevaal-Stadion, Oslo                                                    | Rosenborg Trondheim * | 2:2 n. V. 2:0 (WS)                      | Brann Bergen        | 23.500 23.700        |
| 01989  | Ullevaal-Stadion, Oslo                                                    | Viking Stavanger      | 2:2 n. V. 2:1 (WS)                      | Molde FK            | 23.000 9.856         |
| 01990  | Ullevaal-Stadion, Oslo                                                    | Rosenborg Trondheim * | 5:1                                     | Fyllingen IL        | 30.000               |
| 01991  | Ullevaal-Stadion, Oslo                                                    | Strømsgodset IF       | 3:2                                     | Rosenborg Trondheim | 27.240               |
| 01992  | Ullevaal-Stadion, Oslo                                                    | Rosenborg Trondheim * | 3:2                                     | Lillestrøm SK       | 28.217               |
| 01993  | Ullevaal-Stadion, Oslo                                                    | FK Bodø/Glimt         | 2:0                                     | Strømsgodset IF     | 26.315               |
| 01994  | Ullevaal-Stadion, Oslo                                                    | Molde FK              | 3:2                                     | SFK Lyn Oslo        | 24.524               |
| 01995  | Ullevaal-Stadion, Oslo                                                    | Rosenborg Trondheim * | 1:1 n. V. 3:1 (WS)                      | Brann Bergen        | 27.561 20.076        |
| 01996  | Ullevaal-Stadion, Oslo                                                    | Tromsø IL             | 2:1                                     | FK Bodø/Glimt       | 22.683               |
| 01997  | Ullevaal-Stadion, Oslo                                                    | Vålerenga Oslo        | 4:2                                     | Strømsgodset IF     | 22.678               |
| 01998  | Ullevaal-Stadion, Oslo                                                    | Stabæk Fotball        | 3:1 n. V.                               | Rosenborg Trondheim | 23.251               |
| 01999  | Ullevaal-Stadion, Oslo                                                    | Rosenborg Trondheim * | 2:0                                     | Brann Bergen        | 25.296               |
| 02000  | Ullevaal-Stadion, Oslo                                                    | Odd Grenland          | 2:1                                     | Viking Stavanger    | 24.864               |
| 02001  | Ullevaal-Stadion, Oslo                                                    | Viking Stavanger      | 3:0                                     | Bryne FK            | 25.823               |
| 02002  | Ullevaal-Stadion, Oslo                                                    | Vålerenga Oslo        | 1:0                                     | Odd Grenland        | 25.481               |
| 02003  | Ullevaal-Stadion, Oslo                                                    | Rosenborg Trondheim * | 3:1 n. V.                               | FK Bodø/Glimt       | 25.447               |
| 02004  | Ullevaal-Stadion, Oslo                                                    | Brann Bergen          | 4:1                                     | Lyn Oslo            | 25.458               |
| 02005  | Ullevaal-Stadion, Oslo                                                    | Molde FK              | 4:2 n. V.                               | Lillestrøm SK       | 25.182               |
| 02006  | Ullevaal-Stadion, Oslo                                                    | Fredrikstad FK        | 3:0                                     | Sandefjord Fotball  | 25.102               |
| 02007  | Ullevaal-Stadion, Oslo                                                    | Lillestrøm SK         | 2:0                                     | FK Haugesund        | 24.361               |
| 02008  | Ullevaal-Stadion, Oslo                                                    | Vålerenga Oslo        | 4:1                                     | Stabæk Fotball      | 24.823               |
| 02009  | Ullevaal-Stadion, Oslo                                                    | Aalesunds FK          | 2:2 n. V.; (5:4 i. E.)                  | Molde FK            | 25.500               |
| 02010  | Ullevaal-Stadion, Oslo                                                    | Strømsgodset IF       | 2:0                                     | Follo Fotball       | 24.532               |
| 02011  | Ullevaal-Stadion, Oslo                                                    | Aalesunds FK          | 2:1                                     | Brann Bergen        | 25.032               |
| 02012  | Ullevaal-Stadion, Oslo                                                    | IL Hødd               | 1:1 n. V.; (4:2 i. E.)                  | Tromsø IL           | 24.217               |
| 02013  | Ullevaal-Stadion, Oslo                                                    | Molde FK              | 4:2                                     | Rosenborg Trondheim | 24.828               |
| 02014  | Ullevaal-Stadion, Oslo                                                    | Molde FK *            | 2:0                                     | Odds BK             | 26.528               |
| 02015  | Ullevaal-Stadion, Oslo                                                    | Rosenborg Trondheim * | 2:0                                     | Sarpsborg 08 FF     | 26.507               |
| 02016  | Ullevaal-Stadion, Oslo                                                    | Rosenborg Trondheim * | 4:0                                     | Kongsvinger IL      | 26.912               |
| 02017  | Ullevaal-Stadion, Oslo                                                    | Lillestrøm SK         | 3:2                                     | Sarpsborg 08 FF     | 25.091               |
| 02018  | Ullevaal-Stadion, Oslo                                                    | Rosenborg Trondheim * | 4:1                                     | Strømsgodset IF     | 22.181               |
| 02019  | Ullevaal-Stadion, Oslo                                                    | Viking Stavanger      | 1:0                                     | FK Haugesund        | 21.895               |
| 02020  | nicht ausgetragen                                                         | nicht ausgetragen     | nicht ausgetragen                       | nicht ausgetragen   |                      |
| 02021  | Ullevaal-Stadion, Oslo                                                    | Molde FK              | 01:0 1                                  | FK Bodø/Glimt       | 19.657               |
| 02022  | Ullevaal-Stadion, Oslo                                                    | Brann Bergen          | 02:0 2                                  | Lillestrøm SK       | 25.532               |
| 02023  | Ullevaal-Stadion, Oslo                                                    | Molde FK              | 01:0                                    | FK Bodø/Glimt       | 19.178               |
| 02024  | Ullevaal-Stadion, Oslo                                                    | Fredrikstad FK        | 0:0 n. V.; (5:4 i. E.)                  | Molde FK            | 23.058               |

* Gewinner des nationalen Doubles aus Meisterschaft und Pokal.

(WS) = Wiederholungsspiel

### Rangliste der Sieger
| Verein              | Siege | Jahr(e)                                                                |
| ------------------- | ----- | ---------------------------------------------------------------------- |
| Odds BK             | 12    | 1903, 1904, 1905, 1906, 1913, 1915, 1919, 1922, 1924, 1926, 1931, 2000 |
| Rosenborg Trondheim | 12    | 1960, 1964, 1971, 1988, 1990, 1992, 1995, 1999, 2003, 2015, 2016, 2018 |
| Fredrikstad FK      | 12    | 1932, 1935, 1936, 1938, 1940, 1950, 1957, 1961, 1966, 1984, 2006, 2024 |
| Lyn Oslo            | 8     | 1908, 1909, 1910, 1911, 1945, 1946, 1967, 1968                         |
| Skeid Oslo          | 8     | 1947, 1954, 1955, 1956, 1958, 1963, 1965, 1974                         |
| Brann Bergen        | 7     | 1923, 1925, 1972, 1976, 1982, 2004, 2022                               |
| Sarpsborg FK        | 6     | 1917, 1929, 1939, 1948, 1949, 1951                                     |
| Lillestrøm SK       | 6     | 1977, 1978, 1981, 1985, 2007, 2017                                     |
| Viking Stavanger    | 6     | 1953, 1959, 1979, 1989, 2001, 2019                                     |
| Molde FK            | 6     | 1994, 2005, 2013, 2014, 2021, 2023                                     |
| Strømsgodset IF     | 5     | 1969, 1970, 1973, 1991, 2010                                           |
| FK Ørn-Horten       | 4     | 1920, 1927, 1928, 1930                                                 |
| Vålerenga Oslo      | 4     | 1980, 1997, 2002, 2008                                                 |
| Frigg Oslo FK       | 3     | 1914, 1916, 1921                                                       |
| Mjøndalen IF        | 3     | 1933, 1934, 1937                                                       |
| SFK Mercantile Oslo | 2     | 1907, 1912                                                             |
| FK Bodø/Glimt       | 2     | 1975, 1993                                                             |
| Tromsø IL           | 2     | 1986, 1996                                                             |
| Aalesunds FK        | 2     | 2009, 2011                                                             |
| SK Grane Nordstrand | 1     | 1902                                                                   |
| Kvik Halden FK      | 1     | 1918                                                                   |
| FK Sparta Sarpsborg | 1     | 1952                                                                   |
| FK Gjøvik/Lyn       | 1     | 1962                                                                   |
| Moss FK             | 1     | 1983                                                                   |
| Bryne FK            | 1     | 1987                                                                   |
| Stabæk Fotball      | 1     | 1998                                                                   |
| IL Hødd             | 1     | 2012                                                                   |

## Rekordpokalsieger
- 1902: SK Grane Nordstrand
- 1903: SK Grane Nordstrand und Odds BK
- 1904–1910: Odds BK
- 1911–1912: Odds BK und Lyn Oslo
- 1913–2017: Odds BK
- 2018–2023: Odds BK und Rosenborg Trondheim
- seit 2024: Odds BK, Rosenborg Trondheim und Fredrikstad FK